# Mayflower (Arkansas)
Mayflower is een plaats in Faulkner County in de Amerikaanse deelstaat Arkansas. De plaats heeft een eigen bestuur (hij geldt als 'city').

## Demografie
Bij de volkstelling in 2000 werd het aantal inwoners vastgesteld op 1631. In 2006 is het aantal inwoners door het United States Census Bureau geschat op 1968, een stijging van 337 (20,7%).

## Geografie
Volgens het United States Census Bureau beslaat de plaats een oppervlakte van
7,7 km², waarvan 7,6 km² land en 0,1 km² water. Mayflower ligt op ongeveer 86 m boven zeeniveau.

## Plaatsen in de nabije omgeving
De onderstaande figuur toont nabijgelegen plaatsen in een straal van 24 km rond Mayflower.